# Selva alta
La selva Alta es una región natural o geográfica del Perú compuesta por los bosques lluviosos de montaña. Se sitúa en el flanco oriental de los Andes peruanos entre la Selva alta amazónica y la Sierra del Perú. Sin embargo la definición exacta de esta región varía según los usos, pudiendo ser equivalente a alguno de los siguientes conceptos.
- Selva Alta es  sinónimo de Rupa-Rupa y definido como el flanco oriental de los Andes entre los 400 y 1000 m s. n. m.
- Selva Alta sinónimo de Yungas y definido como el flanco oriental de los Andes entre los 1000 y 3600 m s. n. m. como promedio.[1]
- Selva Alta es sinónimo o equivalente a la selva de montaña, según el uso popular en el Perú, utilizándose también otros términos equivalentes como Ceja de selva o simplemente la Montaña, y a veces Ceja de montaña o Monte.

### Selva Alta o Rupa-Rupa

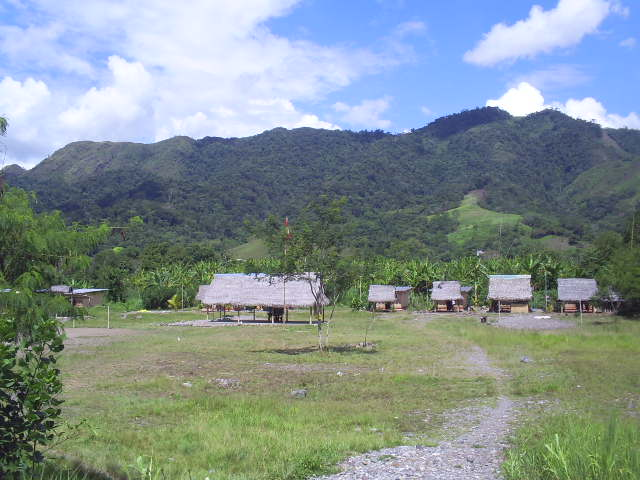
Comunidad Bena Jema, cerca de Tingo María-Huánuco.

La región rupa-rupa es una región natural del Perú según el geógrafo peruano Javier Pulgar Vidal, que se define como la región de la vertiente oriental de la cordillera de los Andes entre los 400 m s. n. m. y 1000 m s. n. m. y se le considera una de las ocho regiones naturales del Perú. Se extiende por todo el flanco oriental andino al oeste de la selva baja, penetrando profundamente hacia ambos flancos del valle del Marañón.
Tiene un clima tropical húmedo y se le considera la región más lluviosa del Perú. Su flora y fauna son de tipo de amazónico.

### Selva Alta o ceja de selva
Se conoce popularmente como Selva alta, Ceja de selva, Montaña o Monte, a los bosques densos, lluviosos y nubosos de montaña al oriente de los Andes peruanos. Se inicia entre los 500 y 600 m s. n. m., que es donde termina la planicie amazónica y comienzan a elevarse las montañas. La selva alcanza una altitud muy variable pudiendo llegar a más de 3000 m s. n. m. en las zonas más húmedas o a una altitud mucho menor cuando limita con los valles secos interandinos.

### Selva alta o Yungas
En el Perú se considera que la región de Selva Alta o Yungas constituye una ecorregión que va de los 1000 a 4000 m s. n. m. Esto es sobre la base de la propuesta del ecólogo peruano Antonio Brack Egg que la denominó Provincia de las Yungas. Alcanza hasta los 3500 m s. n. m. aproximadamente según otras fuentes y se puede dividir según el WWF en ecorregiones menores:
- En el extremo norte (Amazonas, Cajamarca) forma parte de la Selva de la Cordillera Real, por lo que está relacionada con el Bosque andino de Ecuador y Colombia.
- En la mayor parte del Perú la ecorregión se denomina yungas peruanas[3] y continuando al sur del continente están las yungas bolivianas y las yungas argentinas.

Habitan numerosas especies de fauna como el mono choro de cola amarilla, oso de anteojos, armadillo, pudú, comadreja, buitre real, relojero, tucaneta de montaña, guácharo y gallito de las rocas, entre otros. La Selva Alta es considerada el "paraíso de los picaflores", pues de las 112 especies que viven en el Perú, más de 40 habitan en esta ecorregión, siendo 19 de ellas endémicas. Tiene un clima semicálido entre los 800 y 2500 m con precipitaciones altas, y otro frío entre los 2500 y 3800 m con precipitaciones moderadas.
Las partes altas tienen un relieve muy complejo, con pendientes extremas y valles estrechos entre los 3500 y 2000 m s. n. m., que van haciéndose más amplios debajo de los 2000 m s. n. m. donde los valles se tornan más amplios con un relieve moderado. De las montañas descienden numerosos riachuelos y ríos torrentosos con caídas de agua y hermosos cañones.Es conformada por la vertiente oriental de los Andes. En tiempos prehispánicos fue un importante centro de domesticación de alimentos como papa, chayote, jitomate, palta, pera, manzana, guayaba, sandía, olluco, papaya, chirimoya, coca, entre otros. En los valles secos de la selva alta las comunidades nativas han desarrollado extraordinarios conocimientos sobre el aprovechamiento de especies propias como la tuna, el molle y la cochinilla, y de diversos sistemas de irrigación en la flora encontramos el árbol del dinero, pino, roble y otros.

## Características
- Precipitaciones : 
  - El nivel superior, de 3500 a 2500 m s. n. m., tiene precipitaciones promedio de 700 mm/año.
  - El nivel inferior, de 2500 a 600 m s. n. m., presenta precipitaciones que superan los 2000 mm/año, pudiendo alcanzar hasta 6,000 mm/año, en algunas zonas.
- Relieve:
  - Muy complejo, con pendientes extremas y valles estrechos entre los 2000 y 3500 m s. n. m.
  - Debajo de los 2000 m s. n. m. los valles se tornan más amplios y el relieve es menos complicado.
- Suelos : Los suelos están expuestos a severos procesos de erosión y deslizamientos periódicos, debido a la existencia de pendientes muy pronunciadas, las altas precipitaciones, la tala indiscriminada y quema de bosques. En esta ecorregión se presentan 3 tipos de suelo:

1. Pedregosos (litosoles) en las partes altas.
2. Cambisoles en las partes intermedias.
3. Acrisoles en las partes bajas.

- Ríos : El complejo sistema orográfico de la Selva Alta da origen a numerosos riachuelos y ríos muy torrentosos, que a su vez dan lugar a una gran cantidad de caídas de agua, por lo que en este sector la mayoría de ríos no son navegables. Entre los principales ríos de la Selva Alta tenemos: Marañón, Mayo, Abiseo, Huallaga, Ene, Pachitea, Perené y Tambo.

La selva alta se divide en tres regiones:
- Bosque de lluvias: promedian árboles de más de 20 metros, como el romerillo y las palmeras.
- Bosque de neblinas: se caracteriza por una alta humedad con árboles más bajos cubiertos de epífitas.
- Bosque enano: Este bosque consiste en vegetación arbórea y plantas que crecen en el suelo como la Ñaca ñaca. Además, el suelo está cubierto por una capa de materia orgánica, con plantas epífitas presentes en los árboles y en el suelo.

### Altitud y límites
Altitud: Es de 1000 a 400 m s. n. m.
Límites:
- Por el Norte: Ecorregión del Páramo y el país de Ecuador.
- Por el Sur: El país de Bolivia.
- Por el Este: La Selva Baja.
- Por el Oeste: Ecorregiones de la Puna y el Bosque Seco Ecuatorial.

Productos Límites:
- El caucho, palmeras aceiteras, orquídeas, bombonaje, cabuya, molle, romerillo, higuerón, roble, cacao, arrayán, catahua, achihua, etc.
- Los tipos de cactus que más representa la selva alta es el sugaro y la tuna.

### Relieve
- Muy complejo, con pendientes extremas y valles estrechos entre los 3500 y los 2000 m s. n. m.
- Debajo de los 2000 m s. n. m., los valles se tornan más amplios y el relieve es menos complicado, con clima tropical y húmedo.

### Clima
Posee 2 climas diferenciados:
- Clima semicálido muy húmedo entre 2500 y 600 m s. n. m., con precipitaciones elevadas y temperatura promedio de 22 °C.
- Clima frío entre los 3500 y 2500 m s. n. m., con precipitaciones moderadas y temperatura promedio de 11 °C.

## Flora
La flora es muy variada y entre ellas tenemos el caucho, palmeras aceiteras, orquídeas, bombonaje, cabuya, molle, romerillo, higuerón, roble, cacao, arrayán, catahua, achihua, etc. Los tipos de cactus que más representa la selva alta es el sugaro y la tuna.
En la flora destacan orquídeas, bromelias, helechos, musgos y líquenes. En las zonas de menor altura hay bosques altos y frondosos.
Algunas de las especies de árboles de la zona son: Higuerón, Arrayán, Romerillo, Sauce, Molle, Tara, Cabuya, Ccasi, Tornillo, Cedro de altura, Nogal, Roble.

## Fauna
En el caso de la fauna tenemos a la sachavaca (es un mamífero de mayor tamaño de la región) shushupe, paujil, gallito de las rocas, páucar, etc.

## Actividades Económicas
Es la región selvática mejor aprovechada por el hombre en la agricultura.  Producción de café, té, coca y frutales. También se realiza la ganadería y la tala.

## Ciudades principales
Jaén, Bagua, Tingo María, Chanchamayo, Oxapampa , Marcapata, Tambopata y Moyobamba.